# Hebreiska alfabetet

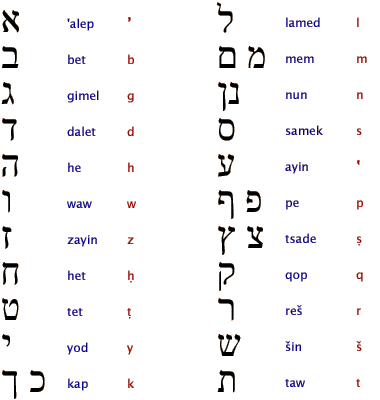
Hebreiska alfabetet.

Hebreiska alfabetet har 22 bokstäver och används för att skriva hebreiska, jiddisch, judisk arabiska och övriga språk som används av den judiska gemenskapen. Ett kännetecken för det hebreiska alfabetet är att det skrivs från höger till vänster. Det lånades in från det feniciska alfabetet och var ett eget utvecklat skrivsystem omkring 800-talet f.Kr.
Det hebreiska skrivsystemet är en konsonantskrift eller abjad, det vill säga en skrift som bara använder konsonanter. Vokaler anges som punkter under eller i bokstäverna, så kallad niqqud, och används då uttalet är tvetydigt, eller under inlärning av läskunskaper för barn och vuxna. Dessa punkter anger det vokalljud som följer efter konsonanten under vilken punkterna är utskrivna. Undantaget är viss niqqud i anslutning till bokstaven vav (ו) då en punkt till vänster om den (וּ) anger ett uttal snarlikt "u" utan något konsonantljud, medan en punkt ovan (וֹ) anger ett uttal snarlikt "o" utan något konsonantljud. Då vissa ord börjar med vokaler eller har dubbla vokalljud finns två bokstäver som inte har några egna ljud; alef (א) och ayin (ע). Dessa kan omformas till vilket vokalljud som helst med hjälp av niqqud, vilket gör det möjligt att skriva ut ett ord som antingen börjar med ett vokalljud eller som har ett dubbelt vokalljud. Ett exempel är ordet עיר (med niqqud עִיר), vilket betyder "stad" och uttalas ungefär "ir". Ordets första bokstav, ayin, har inget eget ljud men blir till ett i-ljud genom punkten hiriq. 
Tabellen nedan visar det hebreiska alfabetet i tryckstil. Slutbokstäverna är varianter som används när bokstaven är den sista i ett ord. De härstammar från den tid då skriften skrevs på pergament som var dyrt och orden skrevs utan mellanrum. För vissa bokstäver var det då tvetydigt om var ordet tog slut. Slutvarianterna användes då för att markera detta och de används än i dag i modern hebreiska.

## Tabell
| Namn                    | Alef   | Bet      | Gimel | Dalet | He  | Vav | Zayin | Het     | Tet | Yod | Kaf          | Lamed | Mem | Nun | Samekh | Ayin   | Pe       | Tsadi | Qof | Resh    | Shin     | Tav |
| ----------------------- | ------ | -------- | ----- | ----- | --- | --- | ----- | ------- | --- | --- | ------------ | ----- | --- | --- | ------ | ------ | -------- | ----- | --- | ------- | -------- | --- |
| Tryckt bokstav          | א      | ב        | ג     | ד     | ה   | ו   | ז     | ח       | ט   | י   | כ            | ל     | מ   | נ   | ס      | ע      | פ        | צ     | ק   | ר       | ש        | ת   |
| Tryckt slutbokstav      |        |          |       |       |     |     |       |         |     |     | ך            |       | ם   | ן   |        |        | ף        | ץ     |     |         |          |     |
| Kursiv bokstav          |        |          |       |       |     |     |       |         |     |     |              |       |     |     |        |        |          |       |     |         |          |     |
| Kursiv slutbokstav      |        |          |       |       |     |     |       |         |     |     |              |       |     |     |        |        |          |       |     |         |          |     |
| Ljud (modern hebreiska) | [ʔ], ∅ | [b], [v] | [g]   | [d]   | [h] | [v] | [z]   | [x]~[χ] | [t] | [j] | [k], [x]~[χ] | [l]   | [m] | [n] | [s]    | [ʔ], ∅ | [p], [f] | [t͡s]  | [k] | [ɣ]~[ʁ] | [ʃ], [s] | [t] |
| Translitteration        | '      | b, v     | g     | d     | h   | v   | z     | ch      | t   | y   | k, ch        | l     | m   | n   | s      | '      | p, f     | tz    | k   | r       | sh, s    | t   |
| Siffervärde             | 1      | 2        | 3     | 4     | 5   | 6   | 7     | 8       | 9   | 10  | 20           | 30    | 40  | 50  | 60     | 70     | 80       | 90    | 100 | 200     | 300      | 400 |